# فوجيو ماتسودا
فوجيو ماتسودا (بالإنجليزية: Fujio Matsuda)‏ هو مدير أكاديمي أمريكي، ولد في 18 أكتوبر 1924 في هونولولو في الولايات المتحدة.